# Bing-Bang (film din 1935)
Bing-Bang este un film românesc din 1935 regizat de  N. Stroe și Vasile Vasilache. 
Este primul film cu sunet apărut și produs în România și a fost produs de Julian S. Argani (Gartenberg).

## Prezentare
Bing si Bang, doi șomeri visători, vagabondând prin Cișmigiu, primesc în dar de la o prietenă, un bilet de loterie. Căutând de lucru la Snagov, găsesc acolo un spectacol muzical, decid sa se întoarcă în Bucuresti, unde ajung înfometați și obosiți. Intră la Loterie unde afla că biletul lor este câștigător. Din păcate nu mai găsesc lozul, pornesc în căutarea lui, răscolesc totul în cămăruța în care locuiau, iar, în final, reușesc sa găsească lozul.

## Distribuție
Distribuția filmului este alcătuită din:
- N. Stroe — Bing
- Vasile Vasilache — Bang
- Călin Botez
- Silly Vasiliu — O cântăreață
- Constantin Calmuschi — Un actor de revistă
- Alexandru Brunetti — Un fachir
- Titi Botez — Un cântăreț
- Nora Piacentini — Soția patronului
- Al Giovani
- Lucica Pîrvulescu
- Nicolae Gărdescu — Patronul restaurantului
- Nutzi Pantazi — Fata care vinde lozuri
- Grigore Vasiliu-Birlic — Clientul
- Richard Rang — Un șef de birou